# Wakaba Higuchi
Wakaba Higuchi (Japans: 樋口新葉, Higuchi Wakaba) (Tokio, 2 januari 2001) is een Japans kunstschaatsster.

## Biografie
Higuchi begon op driejarige leeftijd met kunstschaatsen. Ze bleek talent te hebben en sprong op haar negende haar eerste drievoudige sprong. Haar debuut in de internationale juniorencompetitie bleek een succesvolle: ze won in 2015 brons bij zowel de Junior Grand Prix-finale als de WK junioren. Daarnaast was ze Japans kampioen bij de junioren en won ze brons bij de senioren. Het seizoen erop bemachtigde ze zilver bij de NK senioren en won ze voor de tweede keer de bronzen medaille bij de WK junioren. Ze werd negende bij de 4CK van 2017 en was tweemaal aanwezig bij de WK. In 2017 werd ze elfde, in 2018 won ze de zilveren medaille.

## Persoonlijke records
Behaald tijdens ISU wedstrijden. 
|                     | punten | datum      | toernooi            |
| ------------------- | ------ | ---------- | ------------------- |
| Hoogste totaalscore | 217.63 | 15-09-2017 | GP Lombardia Trophy |
| Hoogste korte kür   | 074.26 | 14-09-2017 | GP Lombardia Trophy |
| Hoogste lange kür   | 145.30 | 20-04-2017 | World Team Trophy   |

## Belangrijke resultaten
| Kampioenschap                                        | 12/13 | 13/14 | 14/15 | 15/16  | 16/17         | 17/18         | 18/19         | 19/20         | 20/21         | 21/22         | 22/23         |
| ---------------------------------------------------- | ----- | ----- | ----- | ------ | ------------- | ------------- | ------------- | ------------- | ------------- | ------------- | ------------- |
| Olympische Spelen                                    |       |       |       |        |               |               |               |               |               | 5e · (team)   |               |
| Wereldkampioenschap                                  |       |       |       |        | 11e           | Zilver        |               | *             |               | 11e           |               |
| Viercontinentenkampioenschap                         |       |       |       |        | 9e            |               |               | 4e            |               |               |               |
| Grand Prix-finale                                    |       |       |       |        |               | 6e            |               |               |               |               |               |
| Nationaal kampioenschap                              |       |       | Brons | Zilver | Zilver        | 4e            | 5e            | Zilver        | 7e            | Zilver        |               |
| WK junioren                                          |       |       | Brons | Brons  | geen deelname | geen deelname | geen deelname | geen deelname | geen deelname | geen deelname | geen deelname |
| Junior Grand Prix-finale                             |       |       | Brons |        | geen deelname | geen deelname | geen deelname | geen deelname | geen deelname | geen deelname | geen deelname |
| NK junioren                                          | 7e    | 8e    | Goud  | Goud   | geen deelname | geen deelname | geen deelname | geen deelname | geen deelname | geen deelname | geen deelname |
| * WK afgelast naar aanleiding van de coronapandemie. |       |       |       |        |               |               |               |               |               |               |               |